# Arquidiócesis de Varsovia
La arquidiócesis de Varsovia (en latín: Archidioecesis Varsaviensis y en polaco: Archidiecezja warszawska) es una circunscripción eclesiástica de la Iglesia católica en Polonia. Se trata de una arquidiócesis latina, sede metropolitana de la provincia eclesiástica de Varsovia. Desde el 4 de noviembre de 2024 su arzobispo es Adrian Józef Galbas, de la Sociedad del Apostolado Católico.

## Territorio y organización

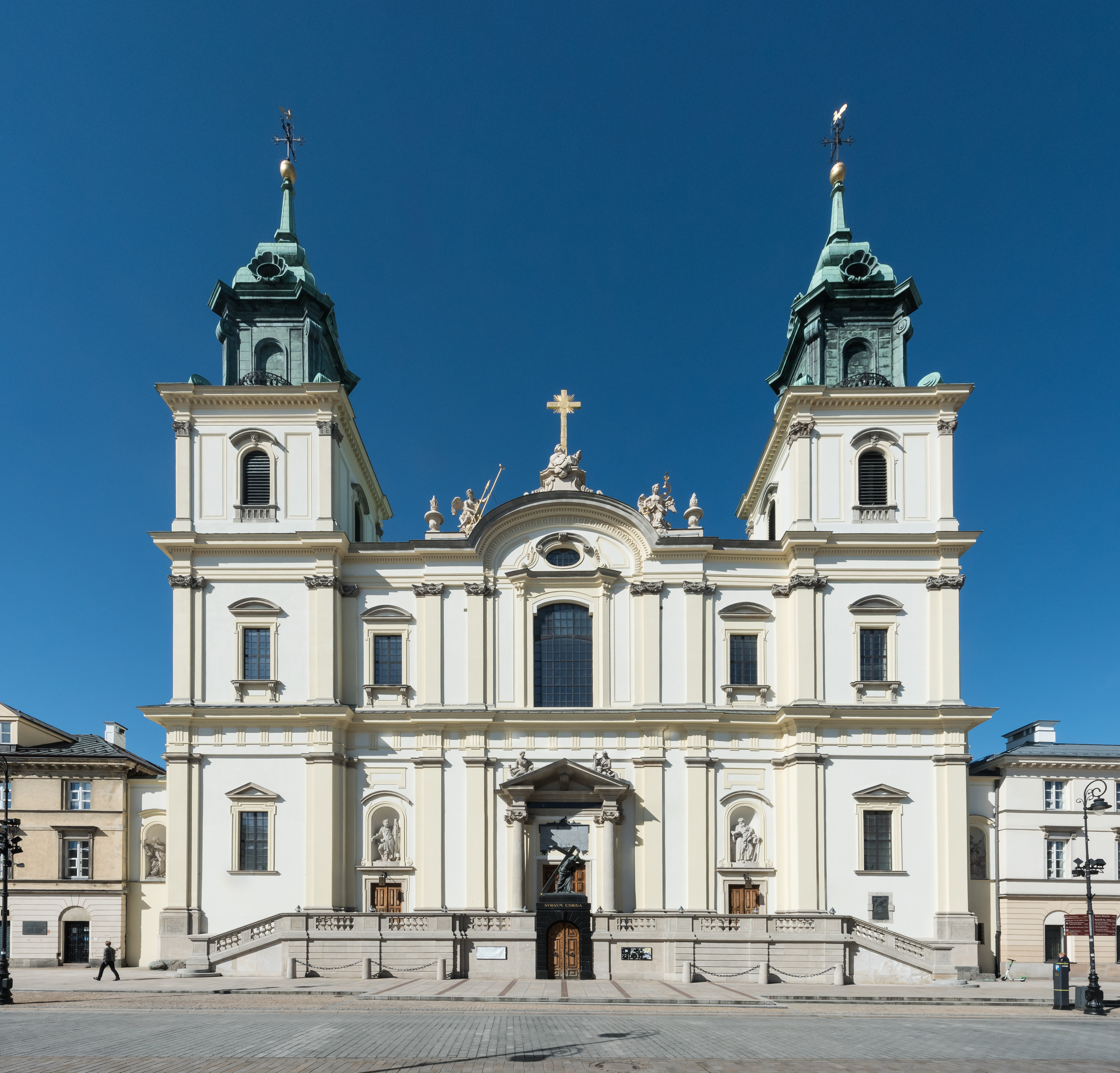
Basílica de la Santa Cruz, en Varsovia

La arquidiócesis tiene 3350 km² y extiende su jurisdicción sobre los fieles católicos de rito latino residentes en la parte de la ciudad de Varsovia situada al oeste del río Vístula en el voivodato de Mazovia, mientras que la situada al este del río está bajo la jurisdicción de la diócesis de Varsovia-Praga.

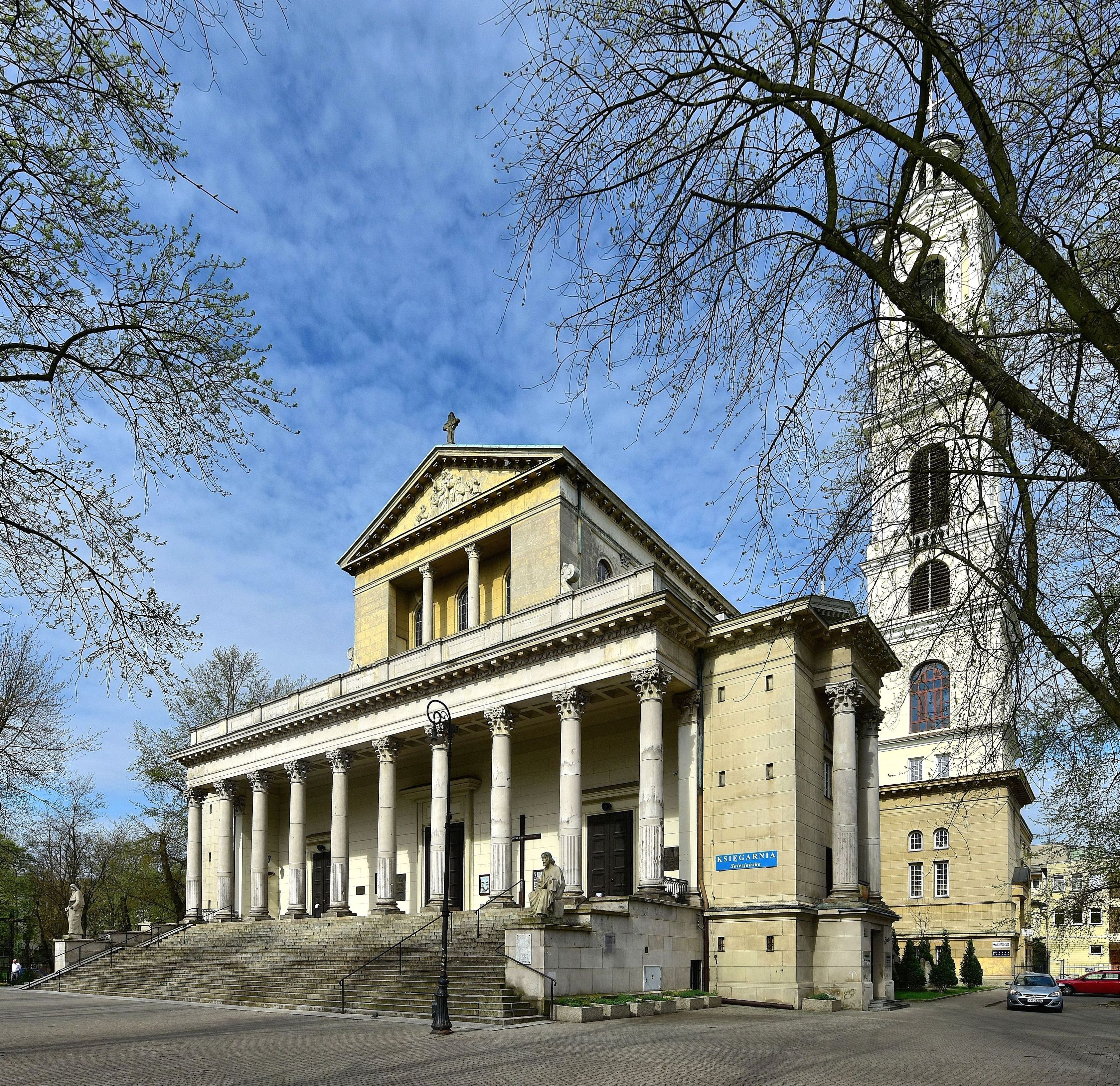
Basílica del Sagrado Corazón de Jesús, en Varsovia

La sede de la arquidiócesis se encuentra en la ciudad de Varsovia, en donde se halla la Catedral basílica de San Juan Bautista (conocida como archicatedral). En el territorio de la arquidiócesis existen otras tres basílicas menores: la basílica de la Santa Cruz y la basílica del Sagrado Corazón de Jesús, ambas en Varsovia; y la basílica de la Inmaculada Mediadora de las Gracias, en Niepokalanów. Existen tres capítulos de canónigos: el cabildo catedralicio y las colegiatas de Santa Divina Providencia y de Kampinos-Bielansk.

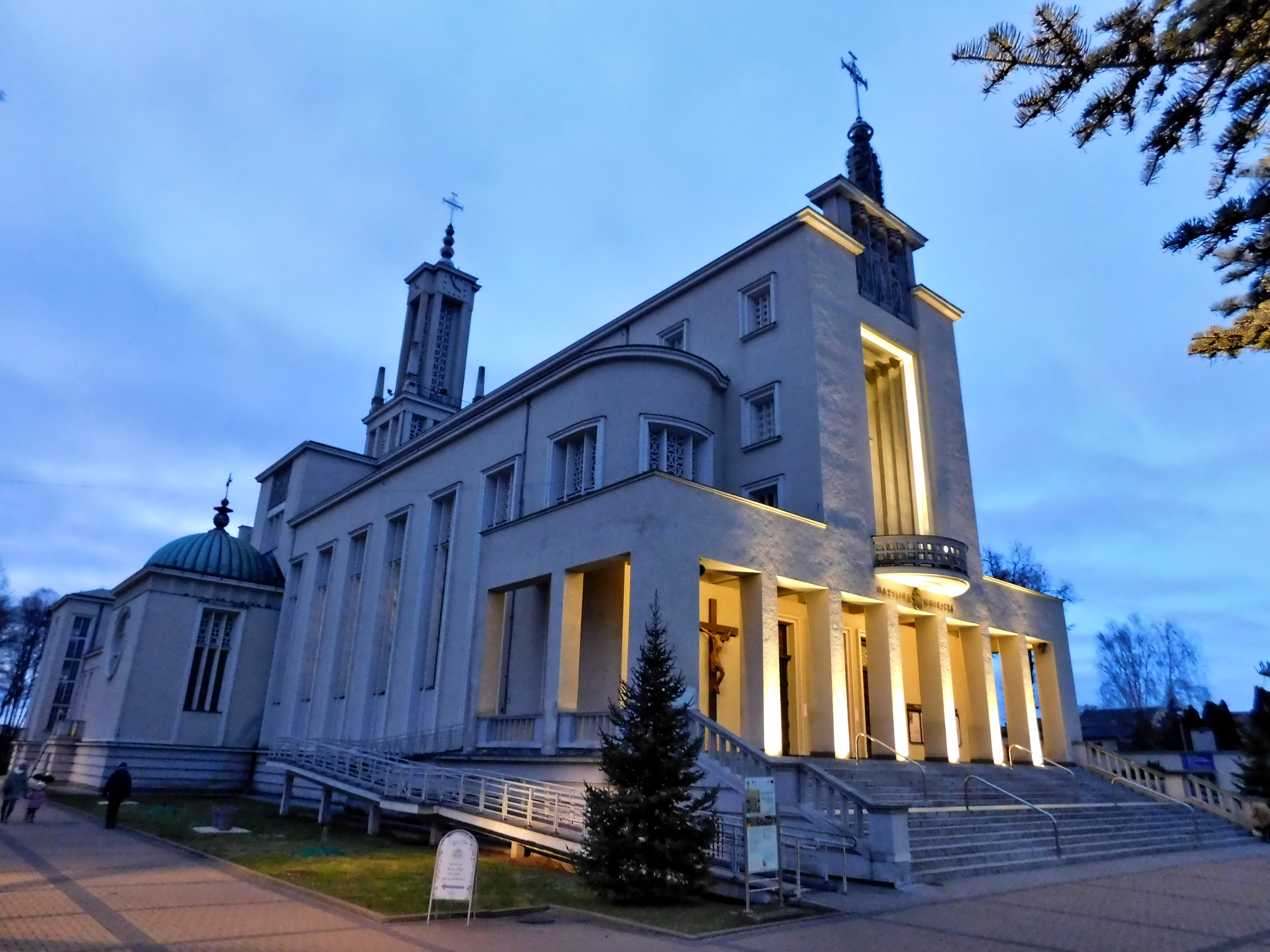
Basílica de la Inmaculada Mediadora de las Gracias, en Niepokalanów

En 2023 en la arquidiócesis existían 214 parroquias agrupadas en 25 decanatos: 11 en Varsovia (Staromiejski, Bielański, Jelonki, Mokotów, Ochocki, Śródmieście, Ursus, Ursynów, Wilanów, Wola y Żoliborz) y 14 fuera de Varsovia (Błońsk, Brzęnów, Czersk, Grodzisk, Grójec, Kampinos, Konstancin, Lasek, Mogielnica, Piaseczno, Pruszków, Raszyn, Tarczyn y Warka). En su territorio hay también una parroquia greco-católica ucraniana (de la Dormición de la Bienaventurada Virgen María) que pertenece a la archieparquía de Przemyśl-Varsovia y dos parroquias del ordinariato militar del Ejército Polaco.

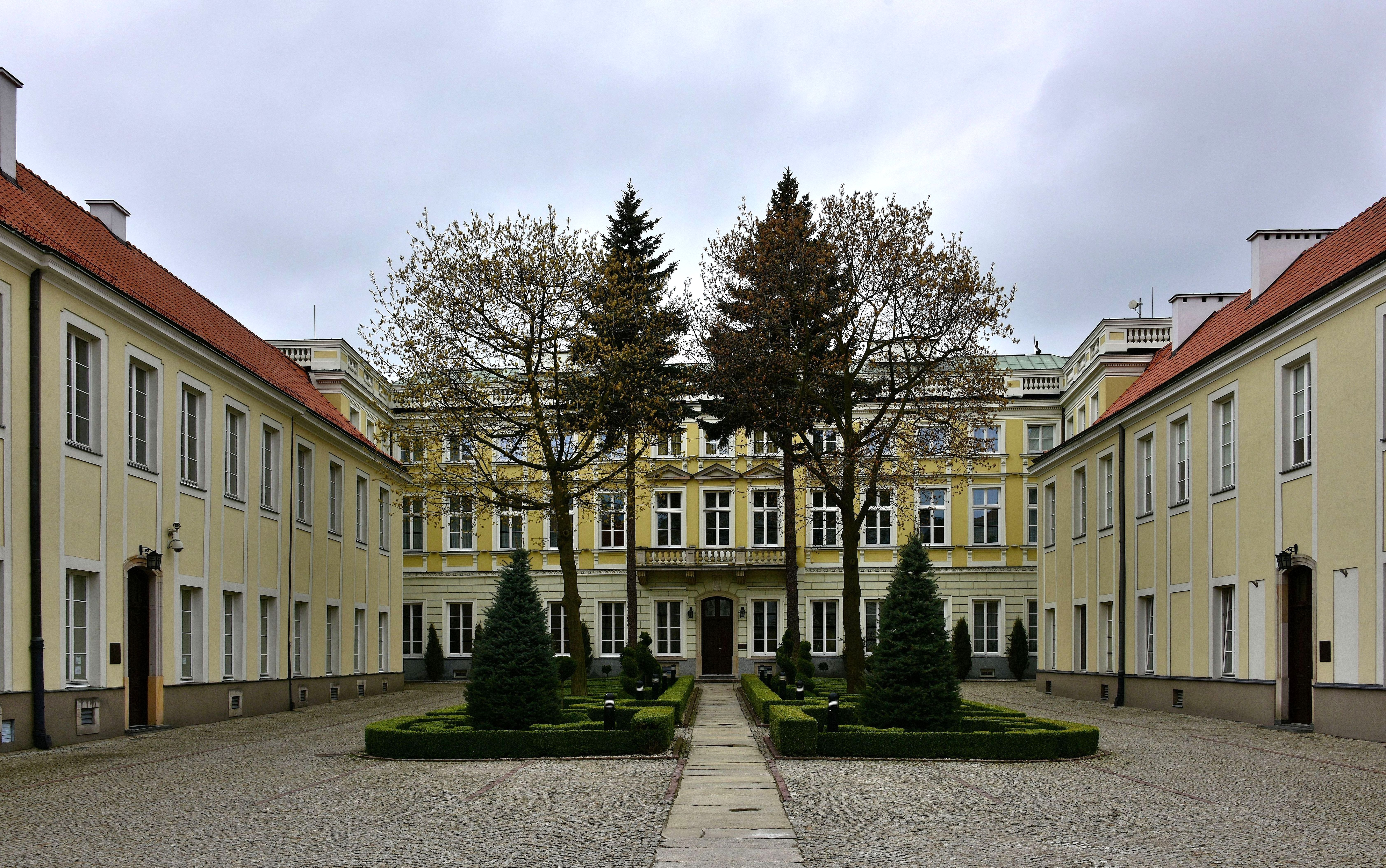
Palacio Borch, sede de los arzobispos de Varsovia

La arquidiócesis tiene como sufragáneas a las diócesis de: Płock y Varsovia-Praga.

## Historia

### Antecedentes
Durante el siglo XI se definieron los límites entre la diócesis de Poznan y la arquidiócesis de Gniezno. La sede de Poznan se extendía sobre la Gran Polonia, pero también incluía una parte de Masovia. Los dos territorios no eran contiguos entre sí y estaban separados por el territorio de la sede de Gniezno. La región de Mazovia se convirtió en un arcedianato de la diócesis de Poznan y la iglesia principal fue la de San Juan Bautista, en Varsovia. A medida que Varsovia empezó a desempeñar un papel destacado en el estado como sede del rey, de la corte y centro de la vida política, a partir del siglo XVII los obispos de Poznan se fueron quedando cada vez más en la capital del estado y tuvieron aquí su residencia. No fue raro que durante el siglo XVIII los obispos llevaran el doble título de obispos de Poznan y de Varsovia.
Tras la Segunda Partición de Polonia (1793), el arcedianato de Varsovia permaneció en la Mancomunidad Polaco-Lituana, mientras que el resto de la diócesis de Poznan pasó a formar parte del Reino de Prusia. El 12 de enero de 1794, mediante el decreto Quam Eminentissimus, el arcedianato de Varsovia fue entregado bajo la administración tam espiritualbus quam temporalibus a los arzobispos de Gniezno.

### Sede de Varsovia
El 16 de octubre de 1798, mediante la bula Ad universam agri del papa Pío VI, el arcedianato se independizó con la erección de la diócesis de Varsovia, compuesta por 7 decanatos para un total de 108 parroquias. El 9 de septiembre de 1800, mediante el breve Ad universam gregis del papa Pío VII, siete parroquias de la diócesis de Płock en la orilla derecha del Vístula, incluida la de Praga, fueron anexadas a la diócesis.
El 12 de marzo de 1818, mediante la bula Militantis Ecclesiae regimini del papa Pío VII, la diócesis fue elevada al rango de sede metropolitana. El 30 de junio siguiente, mediante la bula Ex imposita nobis del mismo Pío VII, le fueron asignadas como sufragáneas todas las diócesis del llamado Reino del Congreso, estado vasallo bajo el control del Imperio ruso establecido después del Congreso de Viena: las diócesis de Lublin, Sandomierz, Cuyavia-Kalisz, Płock, Janów o Podlachia, Sejny o Augustów y Cracovia. Al mismo tiempo, los territorios de estas diócesis se hicieron coincidir con los voivodatos en que se dividía el reino polaco: la arquidiócesis de Varsovia incluía el voivodato de Mazovia.
El 6 de octubre de 1818, mediante la bula Romani pontifices, Pío VII confirió a los arzobispos de Varsovia el título de primado del Reino de Polonia (es decir, del reino del Congreso).
En 1863, después del Levantamiento de Enero, el arzobispo Segismundo Félix Felinski (Zygmunt Szczęsny Feliński) fue deportado a Yaroslavl en Rusia, hasta que en 1883 un acuerdo entre el zar y la Santa Sede puso fin al exilio. Luego, el arzobispo renunció a su cargo en Varsovia y la Santa Sede eligió un nuevo arzobispo para Varsovia.
El 10 de diciembre de 1920 cedió una parte del territorio para la erección de la diócesis de Łódź (hoy arquidiócesis de Łódź) mediante la bula Christi Domini del papa Benedicto XV.
El 28 de octubre de 1925 mediante la bula Vixdum Poloniae unitas del papa Pío XI se reorganizaron las circunscripciones eclesiásticas polacas de rito latino: la arquidiócesis de Varsovia mantuvo como sufragáneas a las diócesis de Płock, Sandomierz, Lublin, Łódź y Siedlce (llamada Janów o Podlachia hasta 1924).
De 1946 a 1992 fue unida in persona episcopi a la sede primada de Gniezno.
El 28 de junio de 1972 agregó como sufragánea a la diócesis de Varmia.
El 25 de marzo de 1992, como parte de la reorganización de las diócesis polacas buscada por el papa Juan Pablo II mediante la bula Totus Tuus Poloniae populus, cedió partes de su territorio para la erección de las diócesis de Łowicz y de Varsovia-Praga. Desde entonces solo quedaron como sus sufragáneas las diócesis de Płock y de Varsovia-Praga.

## Estadísticas
Según el Anuario Pontificio 2024 la arquidiócesis tenía a fines de 2023 un total de 1 472 400 fieles bautizados.
| Año                                                                             | Población            | Población | Población      | Sacerdotes | Sacerdotes    | Sacerdotes    | Bautizados por sacerdote | Diáconos permanentes | Religiosos | Religiosos | Parroquias |
| Año                                                                             | Bautizados católicos | Total     | % de católicos | Total      | Clero secular | Clero regular | Bautizados por sacerdote | Diáconos permanentes | Varones    | Mujeres    | Parroquias |
| ------------------------------------------------------------------------------- | -------------------- | --------- | -------------- | ---------- | ------------- | ------------- | ------------------------ | -------------------- | ---------- | ---------- | ---------- |
| 1950                                                                            | 1 600 000            | 1 875 000 | 85.3           | 657        | 478           | 179           | 2435                     |                      | 569        | 1948       | 278        |
| 1970                                                                            | 2 700 000            | 3 100 000 | 87.1           | 1400       | 915           | 485           | 1928                     |                      | 896        | 3529       | 309        |
| 1980                                                                            | 3 170 390            | 3 463 290 | 91.5           | 1502       | 1017          | 485           | 2110                     |                      | 1002       | 3418       | 366        |
| 1990                                                                            | 2 985 000            | 3 110 000 | 96.0           | 1617       | 1129          | 488           | 1846                     |                      | 924        | 4560       | 440        |
| 1999                                                                            | 1 445 000            | 1 523 000 | 94.9           | 1034       | 625           | 409           | 1397                     |                      | 918        | 2516       | 198        |
| 2000                                                                            | 1 435 000            | 1 525 000 | 94.1           | 1025       | 636           | 389           | 1400                     |                      | 830        | 2524       | 200        |
| 2001                                                                            | 1 435 950            | 1 525 000 | 94.2           | 1120       | 648           | 472           | 1282                     |                      | 916        | 363        | 203        |
| 2002                                                                            | 1 436 225            | 1 525 000 | 94.2           | 1114       | 661           | 453           | 1289                     |                      | 900        | 2378       | 209        |
| 2003                                                                            | 1 437 450            | 1 525 420 | 94.2           | 1106       | 673           | 433           | 1299                     |                      | 876        | 2375       | 210        |
| 2004                                                                            | 1 438 200            | 1 533 000 | 93.8           | 1154       | 674           | 480           | 1246                     |                      | 929        | 2098       | 210        |
| 2010                                                                            | 1 426 000            | 1 540 000 | 92.6           | 1245       | 729           | 516           | 1145                     | 1                    | 849        | 1816       | 210        |
| 2014                                                                            | 1 425 000            | 1 540 000 | 92.5           | 1192       | 759           | 433           | 1195                     | 2                    | 686        | 1913       | 211        |
| 2017                                                                            | 1 424 000            | 1 539 000 | 92.5           | 1292       | 780           | 512           | 1102                     | 3                    | 716        | 1843       | 212        |
| 2020                                                                            | 1 467 000            | 1 558 000 | 94.2           | 1312       | 796           | 516           | 1118                     | 2                    | 720        | 1839       | 214        |
| 2022                                                                            | 1 464 220            | 1 569 718 | 93.3           | 1305       | 798           | 507           | 1122                     | 3                    | 726        | 1800       | 214        |
| 2023                                                                            | 1 472 400            | 1 578 595 | 93.3           | 1325       | 806           | 519           | 1111                     | 3                    | 754        | 1750       | 214        |
| Fuente: Catholic-Hierarchy, que a su vez toma los datos del Anuario Pontificio. |                      |           |                |            |               |               |                          |                      |            |            |            |

## Episcopologio

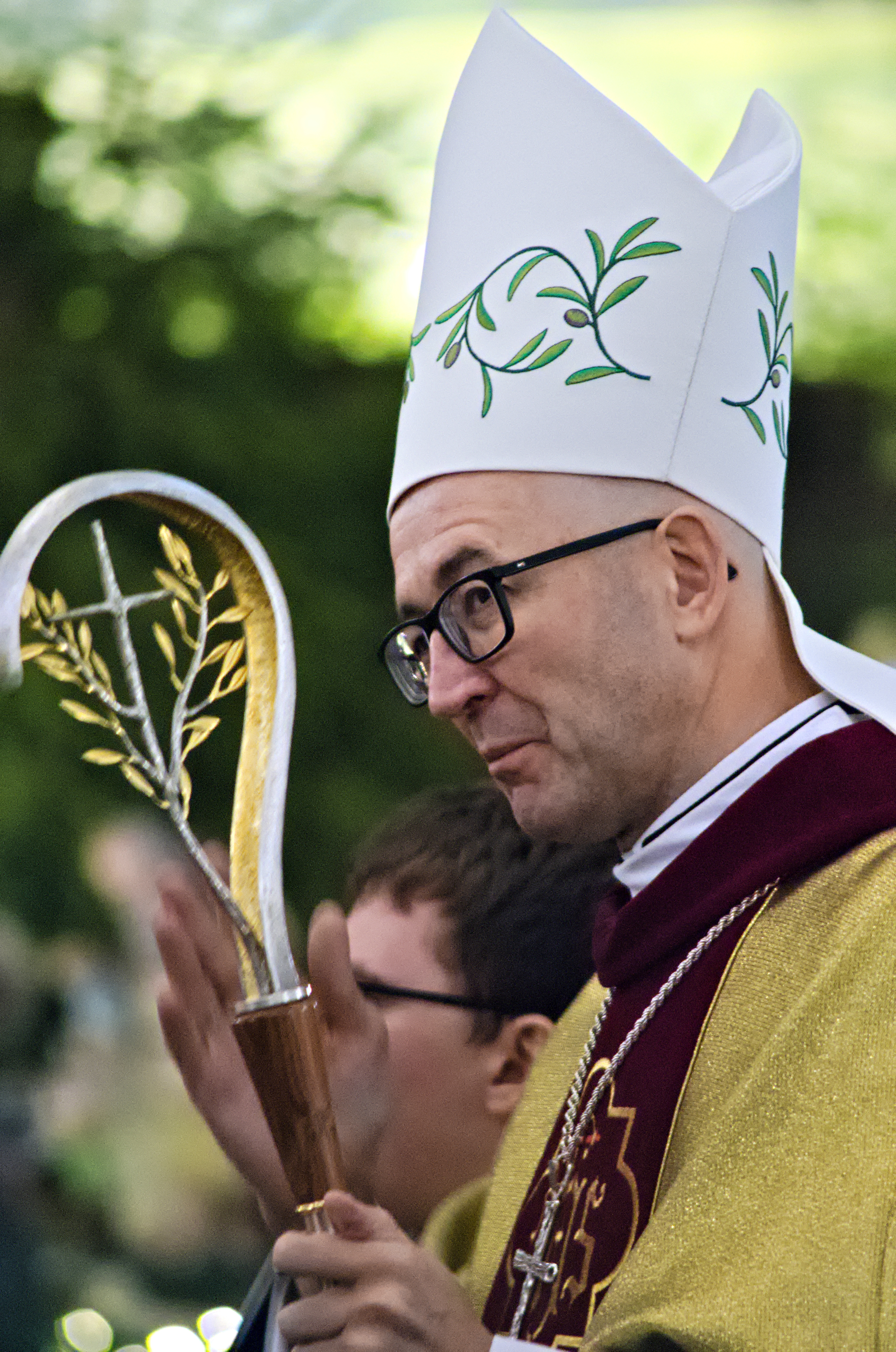
Adrian Józef Galbas, arzobispo de Varsovia desde 2024

- Józef Miaskowski † (29 de octubre de 1798-16 de noviembre de 1804 falleció)
  - Sede vacante (1804-1818)
  - Ignacy Raczyński † (17 de junio de 1806-1816 renunció) (administrador apostólico)[nota 8] (administrador apostólico)
  - Andrzej Wołłowicz † (8 de marzo de 1816-2 de octubre de 1818)[nota 9] (administrador apostólico)
- Franciszek Skarbek von Malczewski † (2 de octubre de 1818-18 abril de 1819 falleció)
- Szczepan Hołowczyc † (17 de diciembre de 1819-27 de agosto de 1823 falleció)
- Wojciech Skarszewski † (12 de julio de 1824-12 de junio de 1827 falleció)
- Jan Paweł Woronicz † (28 de enero de 1828-6 de diciembre de 1829)
  - Sede vacante (1829-1836)
  - Edward Czarnecki, Sch.P. † (1829-1831 falleció) (administrador apostólico)
  - Adam Paszkowicz † (1831-1833) (administrador apostólico)
  - Paweł Straszyński † (16 de octubre de 1833-21 de noviembre de 1836 nombrado obispo de Augustów) (vicario capitular)
- Stanisław Kostka Choromański † (21 de noviembre de 1836-21 de febrero de 1838 falleció)
  - Sede vacante (1838-1856)
  - Tomasz Chmielewski † (1838-30 de julio de 1844 falleció) (vicario capitular)
  - Antoni Melchior Fijałkowski † (1844-18 de septiembre de 1856 nombrado arzobispo) (administrador apostólico)
- Antoni Melchior Fijałkowski † (18 de septiembre de 1856-5 de octubre de 1861 falleció)
- San Zygmunt Szczęsny Feliński † (6 de enero de 1862-15 de marzo de 1883 renunció[nota 10])
- Wincenty Teofil Popiel † (15 de marzo de 1883-7 de diciembre de 1912 falleció)
- Aleksander Kakowski † (7 de mayo de 1913-30 de diciembre de 1938 falleció)
  - Sede vacante (1938-1946)
- August Hlond, S.D.B. † (13 de junio de 1946-22 de octubre de 1948 falleció)
- Beato Stefan Wyszyński † (12 de noviembre de 1948-28 de mayo de 1981 falleció)
- Józef Glemp † (7 de julio de 1981-6 de diciembre de 2006 retirado)
- Stanisław Wojciech Wielgus (6 de diciembre de 2006-6 de enero de 2007 renunció[nota 11])
- Kazimierz Nycz (3 de marzo de 2007-4 de noviembre de 2024 renunció)
- Adrian Józef Galbas, S.A.C., desde el 4 de noviembre de 2024